# Samir Geagea

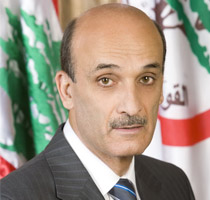

Samir Farid Geagea (în limba arabă سمير فريد جعجع, născut la 25 octombrie 1952) este un politician și om de arme libanez, de confesiune creștin-maronită.

## Biografie
S-a născut într-o familie de creștini maroniți la 25 [octombrie] [1952] (în privința locului originii sale există două variante: Bcharré sau Ain-el-Remmané). Este una dintre cele mai importante figuri ale Alianței 14 Martie , de orientare pro-occidentală și liderul Partidului Forțele Libaneze, începând din 1986. Este căsătorit cu Sethrida Geagea. În timpul războiului civil libanez a fost unul dintre apropiații președintelui Bachir Gemayel (asasinat în 1982). Acuzat de numeroase crime, Samir Geagea a fost întemnițat timp de 11 ani (1994-2005).

### Studii
A urmat cursuri ale Universității Americane din Beirut (începând cu 1972), specializarea medicină.

### Activitatea politică în timpul Războiului civil
În 1975 și-a întrerupt studiile de medicină pentru a se alătura milițiilor Partidului Kataeb. Mai târziu și-a continuat studiile de medicină la Universitatea Saint-Joseph, dar fără a obține diploma de licență. Din cauza originilor sale modeste (deseori a fost supranumit "Ciobanul”) s-a distanțat de celelalte familii libaneze implicate în politică. Între 1977-1982 Samir Geagea a urcat în ierarhia Forțelor Libaneze și a decis să se despartă de familia Frangieh, (care a devenit pro-siriană, apropiindu-se de liderul de la Damasc, Hafez al-Assad. 
În 1983 a condus Forțele Libaneze luptând împotriva armatei siriene și druzilor (luptându-se cu milițiile Partidului Socialist Progresist, conduse de Walid Jumblatt).
Liderul Forțelor Libaneze, Elie Hobeika a negociat cu regimul de la Damasc, cu Partidul Socialist Progresist (al comunității druze) și cu Mișcarea Amal (aparținând comunității șiite) un acord care permitea Siriei să-și consolideze influența pe scena politică de la Beirut. Samir Geagea care a fost împotriva oricărei înțelegeri cu Damascul a organizat acțiunea de înlăturare a lui Elie Hobeika, care s-a produs la 15 [ianuarie] [1986]. Astfel, Samir Geagea a devenit șeful Forțelor Libaneze, în perioada următoare preocupându-se de reformarea mișcării, pe care a transformat-o într-o structură foarte bine organizată. Pentru a se proteja împotriva rivalilor săi, Samir Geagea a acționat pentru a-și crea noi alianțe – cu Statele Unite ale Americii și cu Irakul condus de Saddam Hussein.
În 1987 Samir Geagea până atunci celibatar și considerat drept un ascet sau ”soldatul-călugăr” s-a căsătorit cu Sethrida Tawq, care aparținea uneia dintre familiile bogate din Bcharré.

### Cariera politică
Samir Geagea a devenit cu timpul unul dintre liderii militari libanezi cei mai însemnați. El a scăpat cu viață din trei tentative de asasinat. La 9 iulie 1988 președintele Amin Gemayel l-a convocat alături de alți lideri creștini (precum generalul Michel Aoun) pentru desemnarea noului premier. Întrucât blocajul politic a persistat la sfârșitul lunii septembrie 1988 Libanul avea doi premieri  - unul condus de Michel Aoun și celălalt de sunnitul Salim el-Hoss. În acest context Amin Gemayel a fost obligat să plece în exil.
La 14 martie 1989 armata siriană a început ostilitățile împotriva forțelor generalului Michel Aoun, iar Samir Geagea a acceptat inițial să-l asiste pe acesta în ”războiul de eliberare”. Întrucât Aoun a pretins că este unicul lider al taberei antisiriene, parteneriatul dintre cei doi s-a destrămat. În acest context la 22 octombrie 1989 s-a semnat Acordul de la Taif care a generat modificări majore în Constituția libaneză. Pentru a rămâne unicul lider politico-militar al creștinilor Michel Aoun a dizolvat  Parlamentul, iar la 31 [ianuarie] 1990 a solicitat disoluția Forțelor Libaneze. Aceste pretenții au determinat noi confruntări între milițiile creștine, care au luat sfârșit în octombrie 1990 cu ocuparea Beirutului de Est de către sirieni și exilarea lui Michel Aoun.
La 21 octombrie 1990 Dany Chamoun, soția sa și cei doi copii au fost asasinați de combatanți ai Forțelor Libaneze, Samir Geagea fiind acuzat că a ordonat aceste crime.

### Detenția
Samir Geagea a fost arestat în aprilie 1994 după ce a fost acuzat că a comis un atentat împotriva Bisericii Notre-Dame din Jounieh (soldat cu zece morți). Datorită promulgării unei legi a amnistiei Samir Geagea nu a mai fost pus sub acuzare pentru atentatul menționat.
Ulterior a fost condamnat la trei pedepse cu moartea, comutate la detenție pe viață, pentru uciderea unor rivali politici, printre care fostul premier Rachid Karame (1987). Procesul său a fost calificat drept inechitabil atât de partizanii săi, cât și de Amnesty International. El a fost încarcerat într-o celulă de șase m2 amenajată la subsolul Ministerului Apărării, drepturile de vizită fiindu-i restrânse (inclusiv soția sa și avocații nu s-au putut întîlni cu Geagea decât rareori și sub supraveghere).
La 18 iulie 2005, 100 de deputați (între care și soția sa Sethrida) au votat în favoarea amnistierii lui Samir Geagea; el a fost eliberat la 26 iulie 2005 a fost eliberat, părăsind Libanul pentru a-și putea îngriji sănătatea în străinătate.

### Profilul politic al lui Samir Geagea
A fost singurul șef de miliție care a fost judecat și întemnițat după războiul civil, ceea ce i-a conferit o imagine de ”martir”. Pe de altă parte, el a rămas o figură contestată de un număr mare de libanezi, inclusiv de membrii Mișcării Patriotice Libere, conduse de Michel Aoun. În 2005 Forțele Libaneze (interzise în timpul captivității lui Geagea) au fost reconstituite sub forma  unui partid politic. Majoritatea adepților săi se află în orașul de origine, Bcharré și într-una din suburbiile Beirutului, Aïn al-Remmané, unde și-a petrecut copilăria. 
În 2006 Geagea a participat la crearea unui documentar de ficțiune intitulat ”Doctorul în celulă” (”Doctorul” fiind unul din apelativele lui Geagea), turnat de postul TV Al-Arabiya de regizoarea Gisèle Khoury.
El a fost victima unei noi tentative de asasinat la 4 aprilie 2012.